# François Richer d'Aube
Pour les articles homonymes, voir Richer.
François Richer d’Aube, né le 20 mars 1688 à Alençon et mort le 12 octobre 1752 à Paris, est un magistrat et un jurisconsulte français.

## Biographie
François Richer, dit parfois François d'Aube, est le neveu, à la mode de Bretagne, de Fontenelle. Sa mère, Marie le Bouyer de Fontenelle, qui épouse son père Alexandre-François Richer conseiller au parlement de Normandie, es en effet la cousine germaine du philosophe. Célibataire et sans enfants, celui-ci, alors sexagénaire, s'attache à ce parent, conseiller au parlement de Rouen depuis 1710. En 1720, il le présente au Régent, Philippe duc d’Orléans et obtient pour lui une charge de maitre des requêtes , puis, dès 1721, l'intendance de la généralité de Caen. Richer y est insulté dans une émeute provoquée par la hausse du prix du pain : son carrosse est brisé et lui-même n’échappe qu’avec peine à la fureur de la populace. II passe en 1722 à l’intendance de la généralité de Soissons, où il ne réussit guère mieux qu’à Caen. En mars 1731, il refuse l'intendance de Tours mais quitte celle de Caen.
II s'établit alors à Paris où Fontenelle l'accueillit à demeure dans son hôtel particulier de la rue Saint-Honoré. « Les relations des deux hommes ont défrayé les satires et les conversations du XVIIIe siècle. Ils étaient inséparables ; ils se complétaient admirablement l'un l'autre ; le neveu taquinait et contrariait sans cesse et l'oncle ripostait, mais toujours avec un sang-froid qui mettait d'Aube hors de lui. À part cela, d'Aube avait pour Fontenelle la plus affectueuse amitié. C'est dans les douze premières années du séjour chez Fontenelle que Richer composa son Essai sur les Principes du Droit et de la Morale, qu'il fit imprimer en 1743 […] ». Pierre-Joseph Odolant-Desnos dit de lui qu'il avait « de l’esprit et des connaissances […]. mais c’était un tour d’esprit tout différent de celui de son oncle, à qui il ressemblait encore moins par le caractère. II était haut, dur, colère, contrariant et pédant ; bon homme néanmoins, officieux même et généreux ». Il est de fait que Richer s’était acquis une certaine célébrité par son ardeur pour la discussion. Cet homme d’esprit n'en est pas moins un jurisconsulte compétent et laborieux. Mais il aurait sans doute été oublié sans ces vers de Rulhière : 
Auriez-vous, par hasard, connu feu monsieur d’Aube,

Qu’une ardeur de dispute éveillait avant l’aube ? 

 […] 

Que la bonté divine, arbitre de son sort

Lui donne le repos que nous rendit sa mort, 

Si du moins il s'est tu devant ce grand arbitre.
Ces traits de caractère ont vraisemblablement nui à la réputation en France de son volumineux Essai sur les principes du droit et de la morale, l'un des rares ouvrages de synthèse du droit naturel et du droit des gens, publiés en langue française avant que ne paraissent les deux traités de Burlamaqui.  
Pour le sénéchal conservateur Réal de Curban, « ses raisonnements ne sont pas toujours justes, et […] ses principes sont presque tous faux » ; pour Dreux du Radier, Richer n'aurait été « ni assez savant ni assez profond pour un pareil ouvrage ».
Le livre eut davantage de succès hors de France ; il sera même traduit en allemand en 1750 à Francfort. Le juriste Dietrich Heinrich Ludwig von Ompteda (en) le jugera « assez bon et complet » et Samuel Formey rendra justice à Richer « pour avoir tenté de frayer de nouvelles routes […] après la publication des grands traités de Grotius et de Pufendorf. »

Il faudra cependant attendre plus d'un siècle et Pierre Larousse pour qu'on publie en France  une appréciation publique positive de Richer et de son Essai : 

« [...] Quoique écrit d’une manière qui contraste aussi avec le style toujours agréable et fin de Fontenelle, le livre de Richer d’Aube est par d’autres côtés très remarquable. Il présente un fonds d’idées philosophiques alors très neuves et qu’on retrouve dans la plupart des écrits des économistes de la seconde moitié du XVIIIe siècle, précurseurs de  la Révolution française. »

« Le livre contient d’importantes réflexions sur le statut des esclaves et des prisonniers de guerre réduits à cet état . »